# Aizpea Goenaga
Aizpea Goenaga Mendiola, née le 26 novembre 1959 à Saint-Sébastien, est une dramaturge, actrice, scénariste et réalisatrice de cinéma espagnole de langue basque.

## Biographie
Aizpea Goenaga étudie le droit tout en souhaitant se tourner vers le théâtre. Son diplôme de droit en poche, elle part à Madrid, pour étudier le théâtre, à l'école d'art dramatique Antzerti : performance, mises en scène, dramaturgie. Elle suit à New York les cours de théâtre à la New School University. De retour, elle dirige le magazine pour enfants Ipurbeltz. Elle s'installe vivre à Saint-Sébastien et se consacre au théâtre basque. Elle passe de l'écriture à la mise en scène et au jeu d'acteur.
Elle écrit les scripts pour la télévision basque. En 2005, elle est chargée par la télévision espagnole, d'adapter trois romans basques. À la lecture des scénarios, la télévision espagnole lui propose de réaliser l'adaptation du roman Zeru Horiek de Bernardo Atxagaelle. Le film est réalisé en basque et diffusé à la télévision espagnole.
En 2009, elle réalise son premier long métrage Sukalde kontuak (Secretos de Cocina), pour le cinéma.
De 2009 à 2016, elle dirige l'institut de la langue et la culture basque Etxepare. Cet institut est chargé de développer la culture basque (langue, littérature, cinéma, etc.) et de la diffuser dans le monde.

## Pièces de théâtre
- (es + eu) Agur Betiko, Premio Serantes de Teatro, 2004 (ISBN 978-84-932445-9-0)
- (es + eu) SANTXA (LA CONDESA SANCHA), Euskaltzaindia, 2005 (ISBN 978-8495653857)
- (es + eu) ARRAIN ONTZIA (LA PECERA)  Lengua: Euskera y Castellano, Centro de Lingüística Aplicada Atenea, 2009 (ISBN 9788495855930)

## Réalisations

### Télévision
- Zeru Horiek, 2006

### Cinéma
- Sukalde kontuak (Secretos de Cocina), 2009

## Prix
- Prix de la ville de San Sebastian, 2002[3]
- Prix Simone de Beauvoir, Muestra de Cine dirigido por mujeres, Zinemakumeak, Bilbao, 2011[5]